# Canadian Security Intelligence Service
Der Canadian Security Intelligence Service (CSIS) oder auch Service Canadien de Renseignement de Sécurité (SCRS) ist der wichtigste zivile Nachrichtendienst der kanadischen Regierung. Er hat seinen Sitz in Ottawa und ist dem Ministerium für Öffentliche Sicherheit (Public Safety Canada) unterstellt.

## Geschichte
Bis 1984 war der Geheimdienst formell nicht von den Polizeibehörden getrennt. Die erste Vorgängerorganisation mit nachrichtendienstlichen Tätigkeiten war die Western Frontier Constabulary, die 1864 als Einheit der Dominion Police gegründet wurde. Nach Gründung der Royal Canadian Mounted Police 1920 übernahm diese den Aufgabenbereich der Spionage und Gefahrenabwehr. Nach der Ausweitung der Tätigkeiten zur Zeit des Kalten Krieges und der Bedrohung durch die terroristische Front de libération du Québec empfahlen 1969 und 1977 zwei von der Regierung eingesetzte Kommissionen, den Geheimdienst von der Polizei zu trennen. Durch den CSIS Act von 1984 wurde der neue Nachrichtendienst gegründet.

## Aufgaben
Aufgabe des CSIS ist es, durch vorbeugende geheimdienstliche Maßnahmen die nationale Sicherheit Kanadas und seiner Bürger zu gewährleisten. Dazu gehört das Sammeln und Analysieren von Informationen über Bedrohungen, die internationale Zusammenarbeit mit Geheimdiensten verbündeter Staaten, die Berichterstattung an die kanadische Regierung, das Bearbeiten von Sicherheitsanfragen zu Personen in sicherheitskritischen Tätigkeitsfeldern der Regierung oder zu Einwanderungsbewerbern sowie öffentliche Aufklärungsarbeit zur Abwehr von Wirtschaftsspionage.
Im Einzelnen gehören zu den Aufgaben:
- Counter-terrorism (Terrorismusbekämpfung)
- Counter-proliferation
- Counter-intelligence (Spionageabwehr)
- Security screening (entspricht der deutschen Sicherheitsüberprüfung)
- Environmental scanning

Regionalbüros befinden sich in Halifax, Montreal, Ottawa, Toronto, Edmonton und Burnaby. CSIS hat zudem Bezirksbüros in St. John’s, Fredericton, Quebec City, Niagara Falls, Windsor, Winnipeg, Regina und Calgary.

## Gesetzliche Grundlage
Wichtigste gesetzliche Grundlage für den Nachrichtendienst ist der CSIS Act von 1984. Darin werden seine Aufgaben festgelegt und auf Maßnahmen zur Abwehr nationaler Sicherheitsrisiken beschränkt. Die Kontrolle des CSIS erfolgt durch den Minister of Public Safety Canada, der dem Parlament verantwortlich ist, sowie dem Inspector General und dem Security Intelligence Review Committee (SIRC), die die Tätigkeiten des CSIS überwachen, Beschwerden bearbeiten und weitgehend Zugriff auf alle Informationen haben. Intrusive Überwachungsmaßnahmen müssen vom Federal Court genehmigt werden. Einmal im Jahr wird das Parlament durch das Annual Statement on National Security des Ministers informiert, und die Öffentlichkeit durch den CSIS Public Report.
Im November 2016 befand ein Bundesgericht, dass eine seit 2006 betriebene Sammlung von Metadaten ohne gesetzliche Grundlage geschehen sei: CSIS habe die Datennotwendigkeit eigenmächtig zu großzügig interpretiert.